# Dracena Sandera
Dracena Sandera (Dracaena sanderiana, Dracaena braunii) – gatunek pochodzący z Azji. Roślina uprawiana jest na wielką skalę i rozpowszechniona została niemal na całym świecie. Potocznie nazywa się ją Lucky Bamboo i mylnie uważa się, iż jest to bambus. Roślina rośnie również po podzieleniu jej na części.

## Uprawa
WymaganiaRoślina łatwa w uprawie, rośnie nawet w samej wodzie. Wskazane jest unikanie ostrego światła i temperatury niższej niż 15 °C. Przed posadzeniem w pojemniku z ziemią, roślina powinna się dobrze ukorzenić w wodzie. Hodowane w doniczkach lubią być spryskiwane wodą. Stojące w pojemnikach szklanych bywają dodatkowo ozdabiane za pomocą m.in. kolorowych galaretek dostępnych w kwiaciarniach.
RozmnażaniePolega na odcięciu bocznych pędów i wsadzeniu do wody. Pęd powinien być dobrze rozwinięty – nie krótszy niż ok. 15 cm.